# Kaltenberg (berg i Österrike, Vorarlberg)
Kaltenberg är ett berg i Österrike.   Det ligger i distriktet Bludenz och förbundslandet Vorarlberg, i den västra delen av landet, 500 km väster om huvudstaden Wien. Toppen på Kaltenberg är 2 896 meter över havet, eller 965 meter över den omgivande terrängen. Bredden vid basen är 13,7 km.
Terrängen runt Kaltenberg är bergig norrut, men söderut är den kuperad. Närmaste större samhälle är Schruns, 16,9 km väster om Kaltenberg. 
Trakten runt Kaltenberg består i huvudsak av gräsmarker. Runt Kaltenberg är det ganska glesbefolkat, med 38 invånare per kvadratkilometer.